# فرانکو فرانکی (دوچرخه‌سوار)
فرانکو فرانکی (ایتالیایی: Franco Franchi؛ زادهٔ ۱ سپتامبر ۱۹۲۳ - درگذشته ۲۹ اکتبر ۲۰۱۸) دوچرخه‌سوار اهل ایتالیا بود.